# Lill-Varjisträsket
Lill-Varjisträsket är en sjö i Arvidsjaurs kommun och Jokkmokks kommun i Lappland och ingår i Piteälvens huvudavrinningsområde. Sjön har en area på 0,648 kvadratkilometer och ligger 352,8 meter över havet. Sjön avvattnas av vattendraget Varjisån.

## Delavrinningsområde
Lill-Varjisträsket ingår i det delavrinningsområde (733660-165768) som SMHI kallar för Utloppet av Lill-Varjisträsket. Medelhöjden är 379 meter över havet och ytan är 3,87 kvadratkilometer. Räknas de 11 avrinningsområdena uppströms in blir den ackumulerade arean 264,89 kvadratkilometer. Varjisån som avvattnar avrinningsområdet har biflödesordning 2, vilket innebär att vattnet flödar genom totalt 2 vattendrag innan det når havet efter 153 kilometer. Avrinningsområdet består mestadels av skog (74 procent). Avrinningsområdet har 0,65 kvadratkilometer vattenytor vilket ger det en sjöprocent på 16,8 procent.